# ريو (فلم)
ريو (بالإنجليزية: Rio) فلم أمريكي ثلاثى الأبعاد، من فئة الرسوم المتحركة، مغامرة كوميدية موسيقية، أُنتِج عام 2011 بواسطة إستديو بلو سكاي وأخرجه كارلوس سالدانها. يشير العنوان إلى المدينة البرازيلية ريو دي جانيرو، حيث تدور أحداث الفلم. يُظهِر الفلم أصوات جيسى أيزمبرغ، آن هاثاواى، ويل.آي.أم، جيمى فوكس، جروج لوبيز، تريسى مورغان، جيماين كليمنت، ليزلى مان، رودريغو سانتورو، وجيك. تى. أوستن. يحكى الفلم قصة «بلو» (أيزنربرغ)، ببغاء أزرق ذكر أُخِذَ إلى ريو دى جينيرو ليتزاوج مع ببغاء أزرق أنثى تدعى جويل (هاثاواى). يقع أخيراص في حب الببغاء ذو الروح الحرة. ويجب أن يهربوا معاً من كونهم بضاعة مهربة بواسطة نايجل (كليمنت) وهو ببغاء ذو عرف. غنى اللحن الرئيسى «تلينج ذا ورلد» تايو كروز.
طور سالدانها مفهومه الأول عن قصة ريو في عام 1995، والذي يحكى عن قصة بطريق. مع ذلك، تعلم سالدانها من إنتاج الأفلام " هابى فيت "(2006)و " سيرفس أب "(2007)، وغير المفهوم ليُدخِل الببغاوات وبيئاتهم في ريو. عرض فكرته على كريس ويدج عام 2006، وأُنشِئ المشروع في بلو سكاى. تم تحديد ممثلى الأصوات الرئيسية في عام 2009. زار فريق العمل ريو دى جينيرو أثناء الإنتاج وتشاوروا مع خبير في هذا النوع من الببغاوات (الماكاوز) في حديقة حيوان برونكس ليدرسوا تحركاتهم.
اطلقت تونتيث سينتشوري فوكس الفلم في 22 مارس 2011 في البرازيل، و15 إبريل 2011 في الولايات المتحدة. تلقى الفلم عموماً تعليقات إيجابية من نقاده. امتدح المراقبون المرئيات، والآداء الصوتى، والموسيقى. كان للفلم أيضاً نجاحاً في شباك التذاكر، حيث حقق أكثر من 143 مليون دولار في الولايات المتحدة و484 مليون دولار عالمياً. تم ترشيح الفلم للجائزة الأكاديمية أو جائزة الأوسكار على أحسن أغنية أصلية لأغنية «ريال إن ريو»، لكنه خسر أمام مرشح آخر، وهي أغنية «مان أور مابت» من فلم الدُمى المتحركة.

## روابط خارجية
- ريو على موقع IMDb (الإنجليزية)
- ريو على موقع ميتاكريتيك (الإنجليزية)
- ريو على موقع روتن توميتوز (الإنجليزية)
- ريو على موقع نتفليكس (الإنجليزية)
- ريو على موقع ألو سيني (الفرنسية)
- ريو على موقع Turner Classic Movies (الإنجليزية)
- ريو على موقع أول موفي (الإنجليزية)
- ريو على موقع بوكس أوفيس موجو (الإنجليزية)
- ريو على موقع فيلمافينيتي (الإسبانية)
- ريو على موقع قاعدة بيانات الأفلام السويدية (السويدية)